# 三本和彦の自動車王国
三本和彦の自動車王国（みつもとかずひこのじどうしゃおうこく）は、日本の一部ラジオ局で放送された自動車を題材としたラジオ番組である。

## 概要
パーソナリティはモータージャーナリストの三本和彦。
全国でも数少ない「車」に関する番組で、エアバッグや事故に関することの辛口なコメントが特徴だった。提供クレジットをつけて放送した地域もあった。

## ネット局
AM
- 秋田放送
- 青森放送
- 西日本放送

FM
- エフエムラジオ新潟
- FM長野
- FM山口 （ - 2001年9月）